# صحراء التسعين ميلا
 صحراء التسعين ميلا  (بالإنجليزية: Ninety Mile Desert)‏
اسم أطلق على منطقة مساحتها نحو 4,050 هكتاراً من الحجر الجيري بالجنوب الشرقي من جنوبي أستراليا وأجزاء من فكتوريا. وعلى الرغم من اسمها، فإن المنطقة تتميز بمعدل سقوط أمطار سنوي بين 430 و560 ملم وتتوافر بها المياه الجوفية في منطقة تنتنارا. ولقد أثبتت البحوث أن مستوى الإنتاج الضعيف للسهل ناتج عن نقص معادن التربة، وأنه يمكن تحسين خصوبة التربة بإضافة عناصر بسيطة مثل النحاس والزنك والسوبرفوسفات.
في عام 1949 م، بدأت جمعية الاستصلاح الأسترالية المشتركة مشروع استصلاح في المنطقة، مركزة على منطقة كونالبين داونز. وحصلت على حيازات تنمية من حكومة جنوبي أستراليا، وقامت بتجزئة المنطقة إلى وحدات مساحاتها بين 405 و810 هكتار. وساعدت الجمعية المستوطنين بتمويلهم من أجل شراء المزارع وتحسين الأرض. أما المنتجات الرئيسية فهي القمح والصوف ولحم البقر.